# Зімр-Адда II
Зімр-Адда II (Зімріда, Зімрадда) (*амор.: 𒇽𒍣𒅎𒊑𒁕; д/н — 1330-ті до н. е.) — хазану (цар) Сідона близько 1355—1335 роки до н. е. Ім'я перекладається як «Гадад мій захисник».

## Життєпис
Походив з династії Зімр-Адди. Син царя Ябп-нілуда. Основні відомості про нього відомі з листування, збереженого в амарнському архіві. Власне сам сідонський цар склав 2 листи (EA 144—145) до фараона Ехнатона. З них відомо, що Зімр-Адда II з огляду на послаблення єгипетськогов пливу в Передній Азії стає більш ворожим до фараона.
Згодом уклав союз з Абдаширтою, царем Амурру, спрямований проти Рібадді, царя Бібла, і Абімількі, царя Тіра. Невдовзі уклав союз з містом-державою Арвад, також союзником Амурру. Втім під час нападу Абдаширти на Бібл Зімр-Адда II не наважився відкрито підтримати того, остерігаючись гніву фараона. Натомість повідомив Ехнатона про визнання його влади та запросив допомогу проти кочівників-хабіру, з якими почалася війна.
Більш активним союзником Амурру стає за царя Азіру. На їх бік перейшов тірський цар. Брав участь у морський блокаді Сіміри разом з Тіром і Арвадом. З суходолу діяв Азіру. В результаті місто було захоплено. Слідом за цим вдалося підкорити більшість материкових володінь Бібла. Після повалення царя останнього — Рібадді, погіршилися відносини з Абімількі, який перейшов на бік Сідона. В наступній кампанії Зімр-Адда II відіграв провідну роль, завдавши тірському флоту та війську поразки. За це отримав область з містом Ушу. В результаті Сідон стає провідним містом Південної Фінікії.
Дата смерті невідома. Напевне йому спадкував Ішкур-ішме.